# 벨기에 왕비 마틸드
마틸드 뒤드켐 다코즈(프랑스어: Mathilde d'Udekem d'Acoz, 1973년 1월 20일~)는 벨기에의 현 국왕 필리프의 왕비이다. 벨기에 태생의 귀족(남작의 아들)인 파트리크 뒤드켐 다코즈와 폴란드계 귀족 어머니 안나 마리아 코모로프스카 남작부인 사이에서 태어났다. 마틸트가 필리프 1세와 결혼한 후 친정은 백작가로 승격되었다. 마틸드는 첫 벨기에 태생 벨기에 왕비이며, 유럽의 현직 왕비들 중 유일하게 귀족 출신이기도 하다. 폴란드의 前 대통령인 브로니스와프 코모로프스키와 사촌 지간이다.
마틸드는 필리프와의 사이에서 엘리자베트 공주, 가브리엘 왕자, 에마뉘엘 왕자, 엘레오노르 공주 등 2남 2녀의 자녀를 두었다.